# Phare de Punta Campanella
Le phare de Punta Campanella (en italien : Faro di Punta Campanella) est un phare actif situé à l'extrémité sud-ouest de la péninsule de Sorrente faisant partie du territoire de la commune de Massa Lubrense (Ville métropolitaine de Naples), dans la région de Campanie en Italie. Il est géré par la Marina Militare de Naples.

## Histoire
Le premier phare fut construit en 1846. C'était une tour en brique qui fut détruite à cause de l'explosion de sa réserve de gaz.
Le phare actuel a été mis en service en 1972. Il se trouve à côté de Torre Minerva, une tour carrée défensive construite autour des années 1300 par Robert Ier de Naples. Le site était autrefois un terrain militaire. Il est entièrement automatisé et alimenté par des panneaux photovoltaïques.

### Zone protégée
Depuis 1997 la zone est désormais une aire marine protégée  (Aire marine protégée de Punta Campanella).

## Description
Le phare  est une tour métallique à claire-voie de 18 m de haut, avec balcon et lanterne, montée sur une base en béton. Un abri technique est bâti à la base de la tour. La tour est blanche et noire et le dôme de la lanterne est gris métallique. Il émet, à une hauteur focale de 65 m, un éclat blanc d'une seconde par période de 5 secondes. Sa portée est de 10 milles nautiques (environ 19 km) pour le feu principal.
Identifiant : ARLHS : ITA-243 ; EF-2593.3 - Amirauté : E1702 - NGA : 9568.

## Caractéristiques dufeu maritime
Fréquence : 5 secondes (W)
- Lumière : 1 seconde
- Obscurité : 4 secondes

|                |
| Baie de Naples |

|                  |
| Punta Campanella |

|          |
| Le phare |

### Lien connexe
- Liste des phares de l'Italie